# Boksarski protokol
Boksarski protokol je mednarodni sporazum, podpisan 7. septembra 1901 med kitajskim cesarstvom Čing in Zavezništvom osmih držav, v katerem so bile Francija, Nemčija, Združeno  kraljestvo, Italija, Avstro-Ogrska, Japonska, Rusija in Združene države Amerike,  ter Belgijo, Španijo in Nizozemsko  po  zadušitvi  boksarske vstaje. Sporazum velja za enega od neenakopravnih sporazumov. 

## Ime
Sporazum iz leta 1901 je splošno znan kot Boksarski protokol ali Končni dogovor med Kitajsko in 11 državami o odškodnini za pretrese leta 1900. V Kitajščini se imenuje Šinčovski(str.16) ali Pekinški protokol, pri čemer se Šinčov nanaša na leto podpisa 1901. Naziv protokol odraža njegovo naravo diplomatskega protokola in ne mirovnega sporazuma v času podpisa.

## Pogajanja med boksarskim uporom
Dinastija Čing po zadušitvi boksarske vstaje in zasedbi Pekinga  nikakor ni bila povsem poražena, zato so morali zavezniki ublažiti zahteve, ki so jih sprva postavili  cesarici vdovi Ciši. Kitajski se na primer ni bilo treba odpovedati nobenemu delu kitajskega ozemlja. Številni cesaričini svetovalci so vztrajali, da se vojna proti tujcem nadaljuje. Trdili so, da Kitajska lahko premaga tujce, saj so bili nelojalni in izdajalski ljudje na Kitajskem tisti, ki so dovolili, da so Peking in Tjandžin zavzeli zavezniki, notranjost Kitajske pa je nepregledna. Cesarica vdova je bila pragmatična in se je odločila, da so pogoji dovolj velikodušni. Ko je dobila zagotovilo, da ne bo odstavljena, je privolila vanje in ustavila vojno.

## Podpisniki
Boksarski protokol je bil podpisan 7. septembra 1901 v diplomatskem predstavništvu Španije v Pekingu. Med podpisniki so bili:
- Kraljevina Španija, ki jo je zastopal pooblaščeni minister Bernardo J. de Cólogan y Cólogan, doajen diplomatskega zbora in najstarejši diplomat diplomatskega zbora v Pekingu.[3]
- Združeno kraljestvo Velike Britanije in Irske, ki ga je zastopal pooblaščeni minister Ernest Mason Satow.
- Ruski imperij, ki ga je zastopal pooblaščeni minister Mihail Nikolajevič Gires.
- Japonsko cesarstvo, ki ga je zastopal minister za zunanje zadeve Komura Jutaro.
- Francoska tretja republika, ki jo je zastopal pooblaščeni minister Paul Beau.
- Združene države Amerike, ki jih je predstavljal posebni odposlanec William Woodville Rockhill.
- Nemško cesarstvo, ki ga je zastopal pooblaščeni minister Alfons Mumm von Schwarzenstein.
- Avstro-Ogrsko cesarstvo, ki ga je zastopal pooblaščeni minister baron  Moritz Czikann von Wahlborn.
- Kraljevina Italija, ki jo je zastopal pooblaščeni minister Giuseppe Salvago Raggi.
- Kraljevina Belgija, ki jo je zastopal pooblaščeni minister Maurice Joostens.
- Kraljevina Nizozemska, ki jo je zastopal pooblaščeni minister Fridolin Marinus Knobel.

in
- Dinastija Čing, ki sta jo predstavljala:
  - Li Hongdžang, earl prvega reda, prestolonaslednikov učitelj, veliki tajnik Ven Hua Tjena, minister za trgovino, nadzornik severnih pristanišč in podkralj Džilija.
  - JIkvang, princ dinastije Čing, prvi ministrski predsednik cesarskega kabineta.

## Klavzule
Kitajska je morala osmim vpletenim državam plačati vojno škodo 450 milijonov taelov čistega srebra, se pravi približno 18.000 ton, vrednih približno 333 milijonov ameriških dolarjev ali 67 milijonov funtov po takratnem menjalnem tečaju.
Kitajska je plačevala odškodnino v zlatu s 4-odstotnimi letnimi obrestmi. Dolg naj bi bil poplačan 31. decembra 1940. Po 39 letih so plačila znašala skoraj 1 milijardo taelov, natančno 982.238.150 taelov, ali približno 37.000 ton srebra.  
Vsota naj bi bila razdeljena takole: Rusija 28,97 %, Nemčija 20,02 %, Francija 15,75 %, Britanija 11,25 %, Japonska 7,73 %, ZDA 7,32 %, Italija 7,32 %, Belgija 1,89 %, Avstro-Ogrska 0,89 %, Nizozemska 0,17 %. %, Španija 0,03 %, Portugalska 0,021 %, Švedska in Norveška 0,014 %.
V protokol so bile vključene tudi druge klavzule. 
- Uvoz orožja, streliva ter materialov za proizvodnjo orožja ali streliva je bil za dve leti prepovedan. Prepoved bi se po presoji zaveznikov lahko podaljšala še za dve leti.
- Uničenje utrdb Taku.[6]
- Območja diplomatskih predstavništev osmih sil se štejejo za posebna območja pod izključno oblastjo tuje države. V njih Kitajci ne smejo prebivati, območja pa se lahko branijo. Kitajska je vsem silam priznala pravico do stalne straže v omenjenih četrtih za obrambo svojega poslaništva.
- Boksarji in državni uradniki naj bi bili kaznovani za zločine ali poskuse zločinov proti tujim vladam ali njihovim državljanom. Številni so bili obsojeni na smrt, deportirani v Šindžjang, dosmrtno zaprti, prisiljeni storiti samomor ali posmrtno ponižani.
- Urad, pristojen za zadeve vseh narodov (Dzongli Jamen), je bil nadomeščen z Zunanjim ministrstvom, po rangu nad ostalimi šestimi vladnimi odbori.
- Kitajska vlada naj bi pod grožnjo smrti za vedno prepovedala članstvo v kateri koli združbi, naperjeni proti tujcem. Izpite za državne službe naj bi prekinili za pet let na vseh območjih, kjer so bili tujci pobiti ali podvrženi krutemu ravnanju. Za nove incidente proti tujcem naj bi bili osebno odgovorni pokrajinski in lokalni uradniki.
- Kitajski cesar naj bi nemškemu cesarju izrazil obžalovanje zaradi atentata na barona von Kettelerja.
- Kitajski cesar naj bi imenoval Natunga za svojega izrednega odposlanca in mu naročil, naj tudi japonskemu cesarju prenese svoje obžalovanje in obžalovanje svoje vlade zaradi atentata na Sugijamo.
- Kitajska vlada bi morala na kraju atentata na barona von Kettelerja postaviti spominski lok z napisi v latinščini, nemščini in kitajščini.
- Kitajska bi morala osmim silam priznati pravico do namestitve svojih vojaških enot v naslednjih mestih:[7] Lanfang, Jangcun, Tjandžin, Džunljančeng, Tanggu, Lutaj, Tangšan, Landžov, Čangli, Činhuangdao, in Šanhajguan.

## Laži in prevare
Francoski katoliški apostolski vikar msgr. Alfons Bermyn je želel, da bi bile tuje čete nameščene v Notranji Mongoliji, vendar je guverner to zavrnil. Bermyn se je zatekel k lažem in prosil Mandžu Enminga, naj pošlje vojake v Hetao, kjer naj bi mongolske čete princa Duana in muslimanske čete generala Dong Fušjanga grozile katoličanom. Izkazalo se je, da je Bermynov incident prevara. Drugo od več lažnih poročil je trdilo, da je Dong Fušjang pobil belgijske misijonarje v Mongoliji in nameraval pobiti katoličane v Tajjuanu.

## Zahteve, ki jih je Kitajska zavrnila
Kitajska ni kapitulirala pred vsemi tujimi zahtevami. Mandžurski guverner Jušjan je bil usmrčen, usmrtitev kitajskega generala Dong Fušjanga pa je cesarsko sodišče zavrnilo, čeprav sta bila oba naperjena proti tujcem in sta bila obtožena spodbujanja k ubijanju tujcev med uporom. General Dong Fušjang je namesto tega živel razkošno in oblastno življenje v "izgnanstvu" v svoji domači provinci Gansu.
Kitajska je zavrnila tudi zahtevo tujcev za izgon princa Zajjija v Šindžjang. Princ se je namesto v Šindžjang preselil v Alašan zahodno od Ningšjaja, kjer je živel v rezidenci lokalnega mongolskega kneza. Ko so med šinhajsko revolucijo 1911 oblast v regiji prevzeli muslimani, se je princ preselil v Šindžjang.
Princ Duan "v izgnanstvo ni šel dlje od Mandžurije" in se je v javnosti ponovno pojavil leta 1908.

## Boksarska odškodnina
28. decembra 1908 so Združene države Amerike na spodbudo kitajskega veleposlanika Ljang Čenga nakazale 11.961.121,76 dolarjev  svojega deleža odškodnine za podporo izobraževanju kitajskih študentov v Združenih državah in gradnji univerze Cinghua v Pekingu.
Ko je Kitajska leta 1917 napovedala vojno Nemčiji in Avstro*Ogrski, je začasno ukinila plačevanje nemškega in avstroogrskega deleža odškodnine, ki je znašal 20,91 odstotka. Na Pariški mirovni konferenci leta 1919 je Pekingu uspelo v celoti ukiniti nemški in avstrijski delež odškodnine.
Zgodovina ruskega deleža odškodnine je bolj zapletena. 2. decembra 1918 so boljševiki izdali uradni odlok o odpravi ruskega deleža odškodnine, ob prihodu Leva Karahana v Peking jeseni 1923 pa je postalo jasno, da Sovjetska zveza pričakuje, da bo obdržala nadzor nad tem, kako naj bi se porabil ruski delež. Karahan se je sprva obotavljal slediti zgledu Združenih držav pri usmerjanju sredstev v izobraževanje, a je kmalu zasebno vztrajal, da je treba v ta namen uporabiti tudi ruski delež. Februarja 1924 je predstavil predlog, v katerem je navedeno, da bo "sovjetski delež Boksarske odškodnine dodeljen kitajskim izobraževalnim ustanovam". 14. marca 1924 je Karahan dokončal osnutek kitajsko-sovjetskega sporazuma, v katerem je bilo navedeno: "Vlada ZSSR se strinja, da se odpove ruskemu delu Boksarske odškodnine". Sovjetski predlog je bil objavljen  v kitajskem tisku in naletel na pozitiven odziv javnosti. Predlog je spodbudil tudi druge države,  da svoje pogoje uskladijo s sovjetskimi. 21. maja 1924 se je ameriški Kongres strinjal, da Kitajski nakaže zadnjih 6.137.552,90 dolarjev ameriškega deleža. Deset dni kasneje je postalo očitno, da ZSSR ne namerava uresničiti svoje prejšnje obljube o popolnem odrekanju. Ko je bil objavljen končni kitajsko-sovjetski sporazum, je bilo določeno, da bo ruski delež uporabljen za spodbujanje izobraževanja na Kitajskem in da bo sovjetska vlada obdržala nadzor nad tem, kako se denar porablja, kar je natančna vzporednica z ameriškim stališčem iz leta 1908.
3. marca 1925 je Velika Britanija zaključila dogovore o uporabi svojega deleža Boksarske odškodnine za podporo gradnje železnic na Kitajskem. 12. aprila je Francija zaprosila, da se njen delež uporabi za ponovno odprtje propadle kitajsko-francoske banke. Italija je 1. oktobra podpisala sporazum o porabi svojega deleža za gradnjo jeklenih mostov. Nizozemski delež se je porabil za pristanišča in melioracijo zemljišč ter za ustanovitev Sinološkega inštituta na univerzi Leiden.  Belgijska sredstva so bila namenjena železnicam v Belgiji. Japonski delež se je porabil za razvoj letalstva na Kitajskem, vendar pod japonskim nadzorom.
Ko se je k približno 40 odstotkom Boksarske odškodnine omenjenih držav prištelo 20,91 odstotka Nemčije in Avstrije, 7,32 odstotka Združenih držav in 28,97 odstotka Sovjetske zveze, je vlada v Pekingu prejela več kot 98 odstotkov celotne Boksarske odškodnine. Peking je zato leta 1927 skoraj v celoti preklical plačila Boksarske odškodnine tujini in plačila uspešno preusmeril za orabo znotraj Kitajske.